# Cabugi
Cabugi, também conhecida como ovelha cara-curta é um tipo de ovelha desenvolvida na região nordeste do Brasil.

## História
Não se sabe a exata origem destes animais, mas deve ter sido formada a partir de ovinos de origem portuguesa e espanhola, junto com animais indianos e africanos. Não é uma raça propriamente dita, mas são tipos de ovelhas que tem em comum o crânio reduzido na região do focinho sendo muito comuns na região do nordeste. A Fazenda Caraúba fez a primeira iniciativa para fixar um fenótipo para as ovelhas cabugi.

## Características
A característica mais visível destes animais, por seu próprio nome, é o crânio reduzido na região do focinho, por isto recebem o nome de cara-curta.
São ovelhas que possuem dupla aptidão para carne e couro, destacando-se por ser muito rústica, reduzindo bastante os custos de criação. Por ter se desenvolvido no semi-árido nordestino, é bem aclimatada a regiões de muito calor e adaptada a digestão de vegetação nativa do cerrado e da caatinga.
É um animal deslanado e sua carne é considerava de alta qualidade. O porte destas ovelhas é menor que o Morada Nova e sua pelagem costuma ser mais escura.
São animais muito prolíficos e as mães possuem excelente habilidade maternal.

## Distribuição do plantel
Os animais estão concentrados no nordeste brasileiro.

## Melhoramentos genéticos
Como é um tipo de ovelha que ainda está em vias de ser fixado seu fenótipo, sendo que a única iniciativa até o momento foi feita pela Fazenda Carnaúba, será necessários estudos e colaboração entre criadores e pesquisadores para o desenvolvimento de melhoramentos genéticos dos animais e fixação das características raciais próprias.

## Importância genética
Existe uma atual valorização de animais nativos por conta das suas características genéticas únicas que podem ser úteis para aprimoramento animal. Um eventual estudo dos animais cabugi poderia resultar em um programa que, a depender dos resultados, poderia ser muito interessante para a própria raça e para a ovinocultura de modo geral.